# Cape Ann

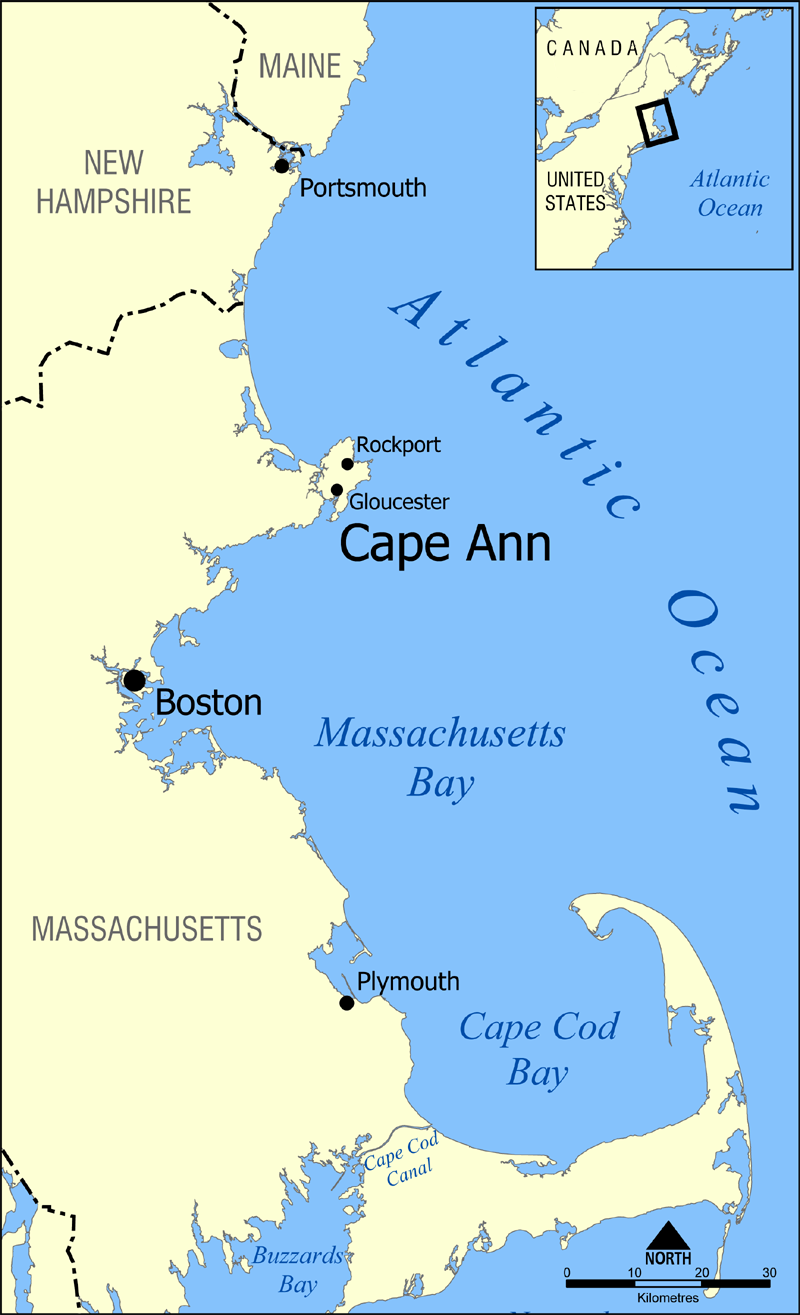
Cape Ann, Massachusetts

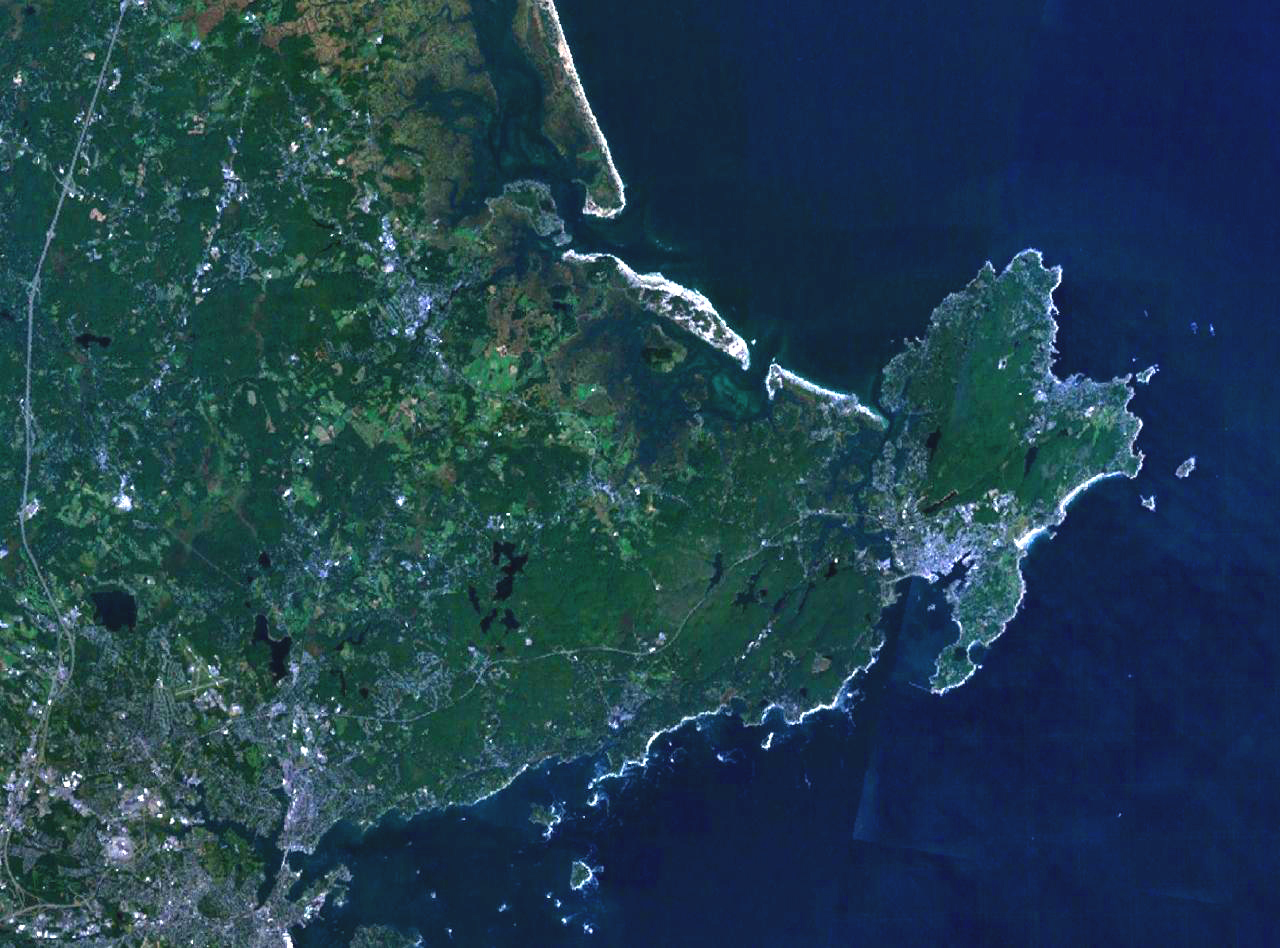
Landsat-Satellitenfoto von Cape Ann

Cape Ann am Atlantischen Ozean besteht aus der östlichen Landzunge von Essex County (Massachusetts) und liegt etwa 30 km nordöstlich von Boston. Die nördlichste Spitze von Cape Ann wird im äußersten Norden vom Halibut Point gebildet. Cape Ann umfasst die Ipswich Bay und ist im Norden bei Annisquam Harbor sowie im Süden bei Gloucester Harbor eingeschnitten. Diese beiden Häfen sind durch den gezeitenabhängigen 6,4 km langen schiffbaren Annisquam River verbunden. Das Kap bildet das nördliche Ende der Massachusetts Bay, die sich nach Süden bis Cape Cod erstreckt. Auf dem Kap liegen die Städte Gloucester, Essex, Manchester-by-the-Sea und Rockport.
Die ersten Siedler kamen 1623 auf Bestreben von Rev. John White nach Cape Ann, der durch die Dorchester Company hier in der Nähe des heutigen Gloucester die erste Fischereiniederlassung errichten ließ. Sie benannten die felsige pittoreske Vorgebirgslandschaft nach Anna von Dänemark, der Frau des englischen Königs James I. (Die Namensgebung erfolgte analog zu Cape Cod, das früher auch als Cape James bezeichnet wurde!)
Eines der bisher schwersten Schiffsunglücke der Region ereignete sich am 26. November 1898, als in einem schweren Sturm, der die Küste von Neuengland heimsuchte und mehr als 450 Menschenleben forderte, vor Cape Ann der amerikanische Passagierdampfer Portland unterging. Alle 192 Menschen an Bord kamen ums Leben. Der Sturm wird daher The Portland Gale (in etwa „Der Portland-Sturm“) genannt.
Cape Ann ist bekannt für seine malerischen Fischerdörfer und Künstlerkolonien. Die typischsten und bekanntesten Orte auf Cape Ann sind Gloucester und Rockport.